# 松ケ丘公園 (守谷市)

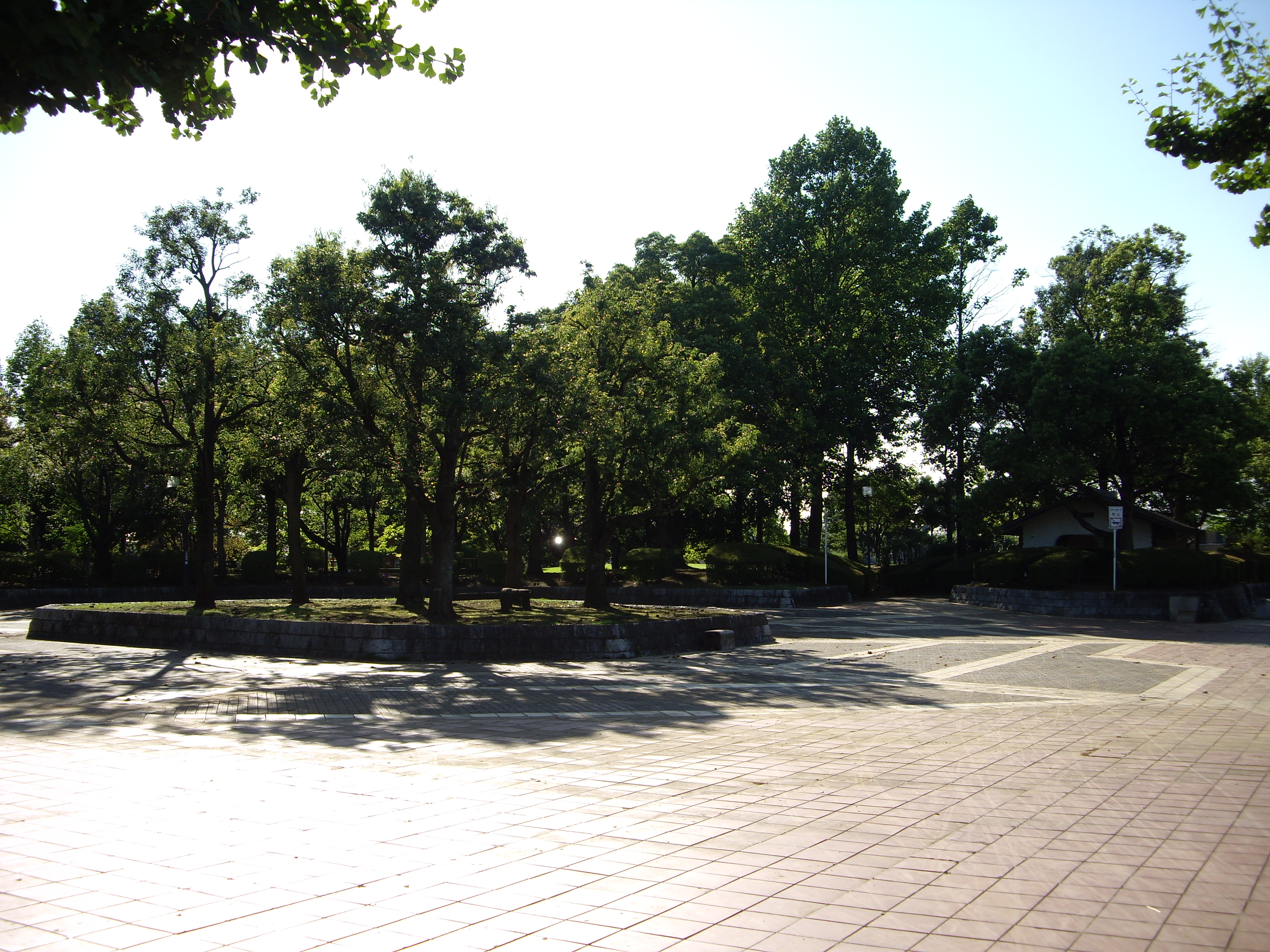
松ケ丘公園・幸福の路側入口

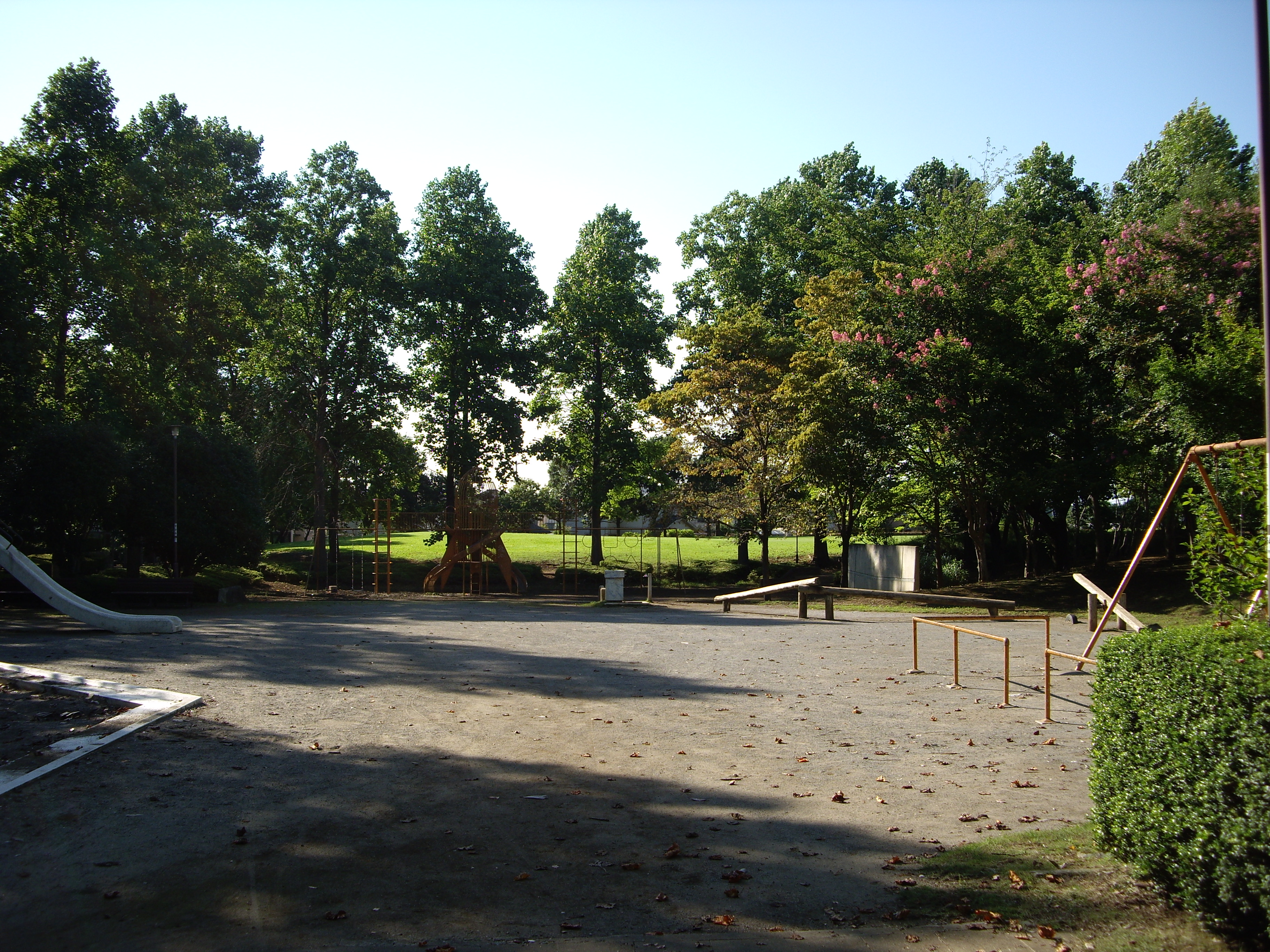
松ケ丘公園・遊具広場

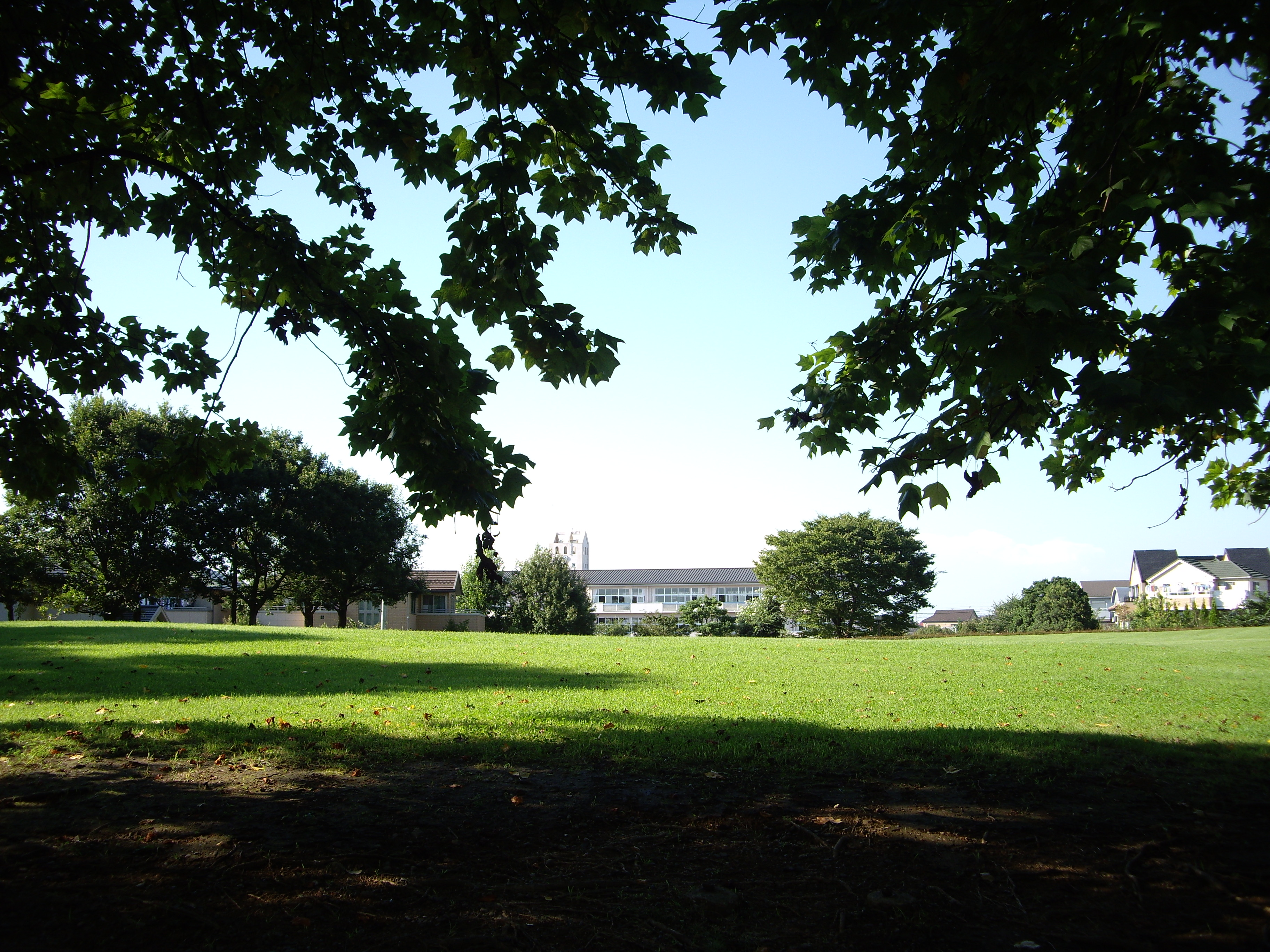
松ケ丘公園・芝生の丘

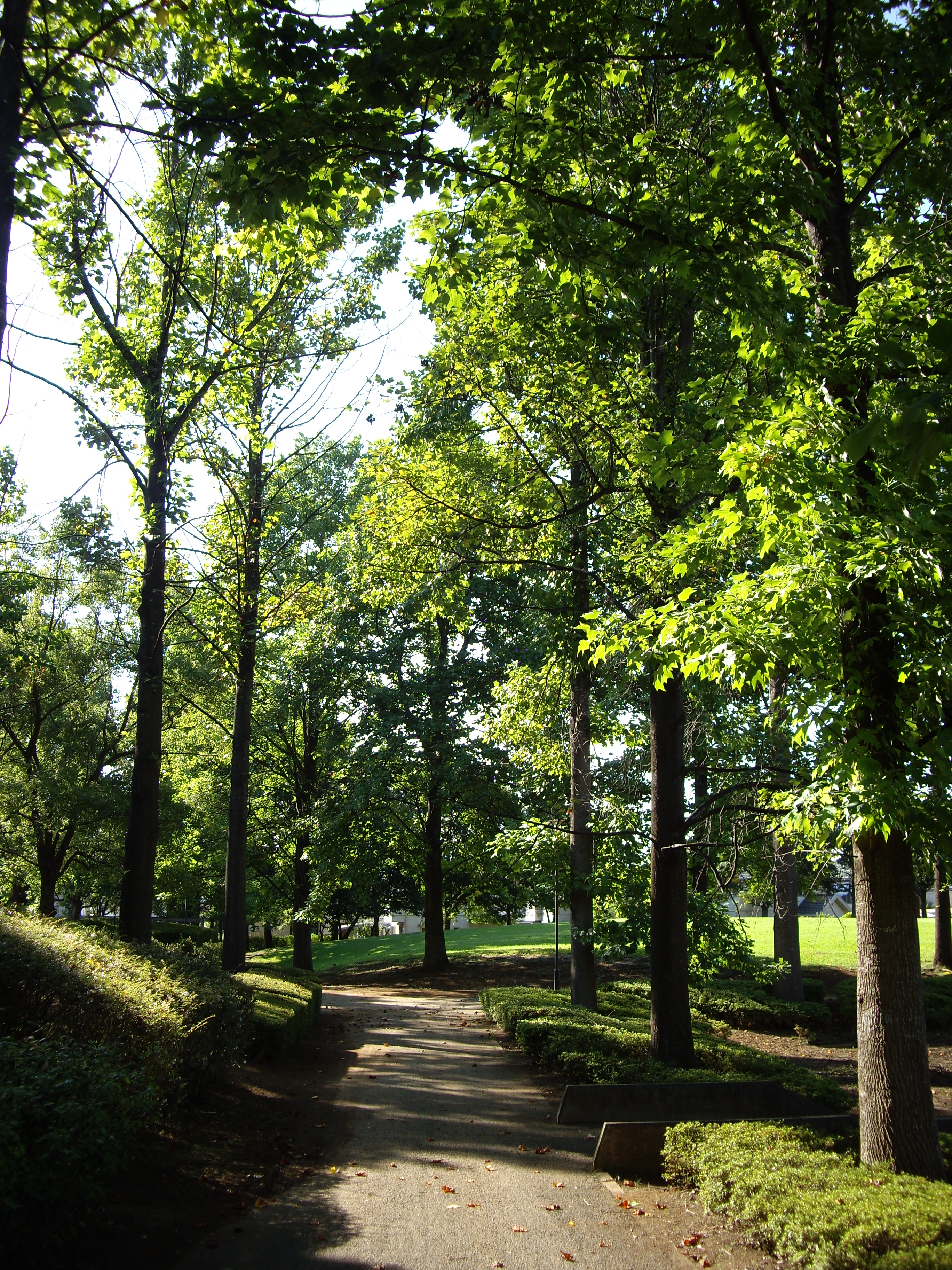
松ヶ丘公園・並木道

松ケ丘公園（まつがおかこうえん）は、茨城県守谷市松ケ丘四丁目にある近隣公園である。面積は20,600m2。

## 概要
常総ニュータウン南守谷造成時に作られた公園の1つである。南守谷地区ではけやき台公園と並ぶ規模の大きい公園で、遊具等のあるエリアと芝生の丘、テニスコートのエリアに分かれる。公園のそばには南守谷駅、常総ふれあい道路へ至る遊歩道、幸福の路（しあわせのみち）がある。

## 施設利用
テニスコートの利用には事前に市に申込をすることが必要である。

### 利用日と時間
| 利用日             | 利用時間           |
| ------------------ | ------------------ |
| 4月1日から10月31日 | 午前8時から午後6時 |
| 11月1日から1月31日 | 午前8時から午後4時 |
| 2月1日から3月31日  | 午前8時から午後5時 |
| 12月28日から1月4日 | 【利用不可】       |

### 使用料
| 利用者                           | 1面当たり利用料 |
| -------------------------------- | --------------- |
| 市内在住者・在勤者               | 1時間310円      |
| 市内在住・在勤に当てはまらない者 | 1時間520円      |